# Teebeutelpapier

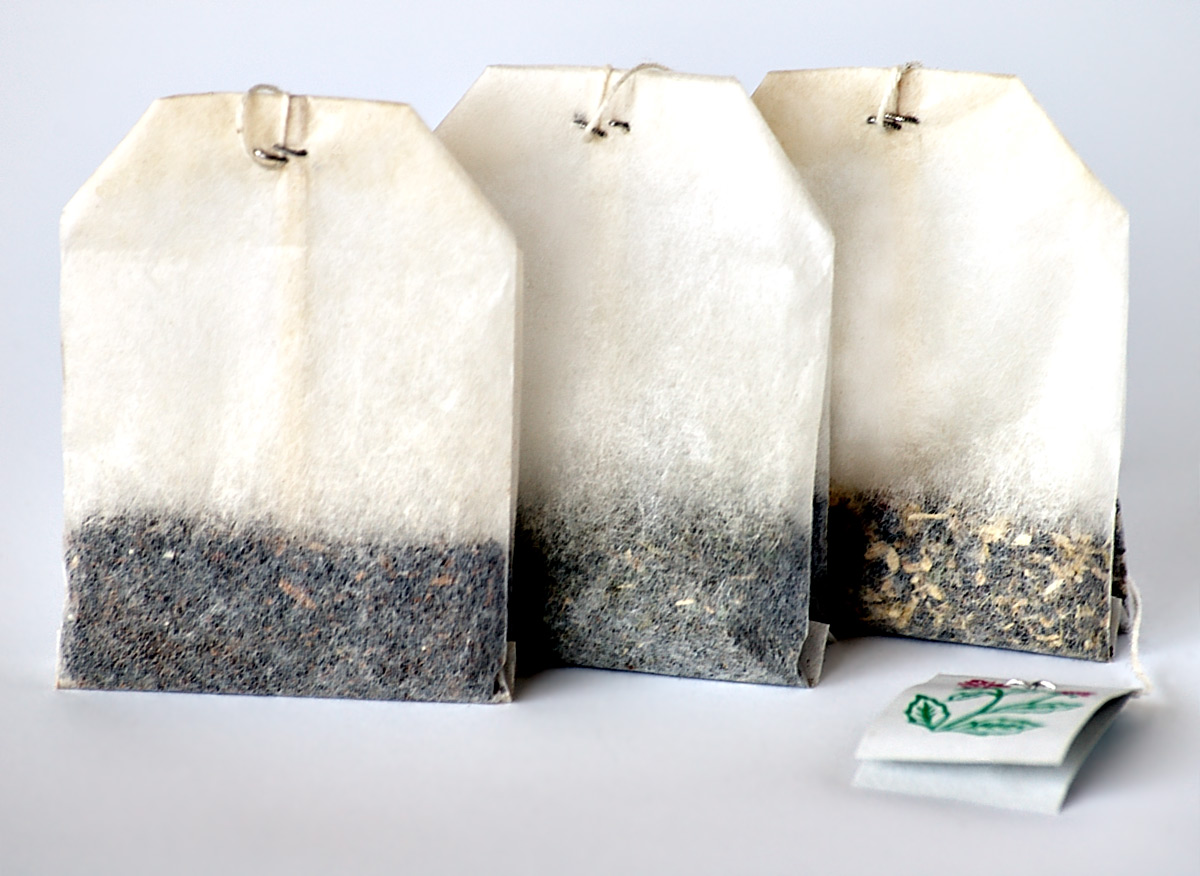
Drei verschiedene Teebeutel aus Papier

Teebeutelpapier ist ein Spezialpapier, das zur Herstellung von Teebeuteln genutzt wird. Dabei wird je nach Herstellung in heißsiegelfähige Papiere und nicht heißsiegelfähige Papiere unterschieden. Als Material für Teebeutelpapiere dienen vor allem Abacáfasern, da diese auch im nassen Zustand sehr reißfest sind. Außerdem müssen die Papiere geschmacksneutral und stark porös sein, um als Getränkefilter nutzbar zu sein. Die Grammatur von Teebeutelpapieren beträgt zwischen 12 und 15 g/m2.